# Jäger-Division (Deutsches Kaiserreich)
Die Jäger-Division war ein Großverband der preußischen Armee im Rahmen des deutschen Heeres im Ersten Weltkrieg.

## Gliederung

### Kriegsgliederung 1917
- Stab 5. Ersatz-Infanterie-Brigade mit Stab Dragoner-Regiment „von Bredow“ (1. Schlesisches) Nr. 4
  - Garde-Reserve-Jäger-Bataillon
  - Garde-Reserve-Schützen-Bataillon
- Stab Ulanen-Regiment „von Katzler“ (Schlesisches) Nr. 2
  - Reserve-Jäger-Bataillon Nr. 1
  - Pommersches Jäger-Bataillon „Fürst Bismarck“ Nr. 2
- Stab 8. Königlich Bayerisches Chevaulegers-Regiment
  - Reserve-Jäger-Bataillon Nr. 8
  - Württembergisches Gebirgs-Bataillon
  - Brandenburgisches Jäger-Bataillon Nr. 3

### Kriegsgliederung vom 26. April 1918
- 5. Ersatz-Infanterie-Brigade
  - Jäger-Regiment Nr. 11
  - Jäger-Regiment Nr. 12
  - Jäger-Regiment Nr. 13
  - 1. Eskadron/Dragoner-Regiment „König Albert von Sachsen“ (Ostpreußisches) Nr. 10
- Artillerie-Kommandeur Nr. 224
  - Holsteinisches Feldartillerie-Regiment Nr. 24
  - 4. Bayerisches Fußartillerie-Regiment
- Pionier-Bataillon Nr. 422
- Divisions-Nachrichten-Kommandeur Nr. 901

## Geschichte
Die Division wurde während des Ersten Weltkriegs am 14. September 1917 gebildet und während des Kriegsverlaufs zunächst an der Italienfront (vgl. Zwölfte Isonzoschlacht) und dann an der Westfront eingesetzt. Nach dem Waffenstillstand von Compiègne kehrten die Reste der Division in die Heimat zurück. Die Auflösung erfolgte am 14. Dezember 1918 in Berlin.

### Gefechtskalender

#### 1917
- 15. September bis 15. Oktober --- Aufmarsch hinter der Isonzo-Front
  - 3. bis 23. Oktober --- Stellungskämpfe am Isonzo
- 24. bis 27. Oktober --- Durchbruch durch die Julischen Alpen
- 27. Oktober --- San Giorgio
- 28. bis 29. Oktober --- Resiutta
- 28. Oktober bis 3. November --- Schlacht bei Udine
- 4. bis 11. November --- Verfolgung vom Tagliamento bis zur Piave
  - 5. bis 6. November --- Pielungo
  - 9. bis 11. November --- Kämpfe im oberen Piave-Tal
- 12. November bis 22. Januar --- Gebirgskämpfe in den Venezianischen Alpen
  - 18. November --- Erstürmung des Monte Monfenara
  - 22. November --- Erstürmung des Monte Tomba

#### 1918
- 23. Januar bis 20. Februar --- Reserve der OHL in Oberitalien
- 25. Februar bis 29. März --- Stellungskampf im Oberelsaß
- 30. März bis 6. April --- Große Schlacht in Frankreich
- 7. bis 24. April --- Kämpfe an der Avre, bei Montdidier und Noyon
- 24. bis 26. April --- Schlacht bei Villers-Bretonneux, an Luce und Avre
- 25. April bis 24. Mai --- Kämpfe an der Ancre, Somme und Avre
- 9. bis 27. Juni --- Kämpfe an der Avre und an der Matz
  - 9. bis 13. Juni --- Schlacht bei Noyon
- 5. bis 18. Juli --- Stellungskampf im Oberelsaß
- 18. bis 25. Juli --- Abwehrschlacht zwischen Soissons und Reims
- 26. Juli bis 3. August --- Bewegliche Abwehrschlacht zwischen Marne und Vesle
- 4. bis 16. August --- Stellungskämpfe zwischen Oise und Aisne
- 17. August bis 4. September --- Abwehrschlacht zwischen Oise und Aisne
- 8. September bis 8. Oktober --- Abwehrschlacht zwischen Cambrai und St. Quentin
- 9. bis 21. Oktober --- Kämpfe vor und in der Hermannstellung
- ab 13. November --- Räumung des besetzten Gebietes und Marsch in die Heimat

## Kommandeure
| Dienstgrad   | Name                | Datum                                   |
| ------------ | ------------------- | --------------------------------------- |
| Oberst       | Georg von Wodtke    | 14. September bis 23. November 1917     |
| Generalmajor | Johannes von Dassel | 24. November 1917 bis 14. Dezember 1918 |